# هونغ جي
هونغ جي (بالصينية: 孔杰) هو لاعب الغو ‏ صيني، ولد في 25 نوفمبر 1982 في شانغهاي في الصين.